# Корал Смит
Корал Смит (на английски: Coral Smith Saxe) е американска писателка на произведения в жанра любовен роман, фентъзи и трилър.

## Биография и творчество
Корал Смит е родена през 1951 г. в САЩ.
Живее в Рунд Рок, Тексас.

## Произведения

### Самостоятелни романи
- Silver and Sapphire (1988)
- Captured Moment (1993)
- Enchantment (1994)
- A Stolen Rose (1995)
- The Shore Unknown (1997)

### Серия „Розалин Бедфорд“ (Rosalynde Bedford)
1. House Proud (2010)

### Участие в общи серии с други писатели

#### Серия „Вълшебни романтични приказки“ (Faerie Tale Romance)
- Магическото огледало, The Mirror and The Magic (1996)

от серията има още 21 романа от различни автори